# The Day They Robbed the Bank of England
The Day They Robbed the Bank of England é um filme britânico de 1960, em preto e branco, dirigido por John Guillermin, roteirizado por Howard Clewes e Richard Maibaum, baseado no livro de John Brophy, música de Edwin Astley.

## Sinopse
Londres, 1901, três homens em missão pelo IRA, planejam roubar todo o ouro contido nos depósitos do Banco da Inglaterra. 

## Elenco
- Aldo Ray ....... Norgate
- Elizabeth Sellars ....... Iris Muldoon
- Peter O'Toole ....... Capitão Fitch
- Kieron Moore ....... Walsh
- Albert Sharpe ....... Tosher
- Joseph Tomelty ....... Cohoun
- Wolf Frees ....... Dr. Hagen
- John Le Mesurier ....... Green
- Miles Malleson ....... Curador assistente
- Colin Gordon ....... Guardião
- Andrew Keir ....... Sargento da guarda
- Hugh Griffith ....... O'Shea